# Nocny tryb życia

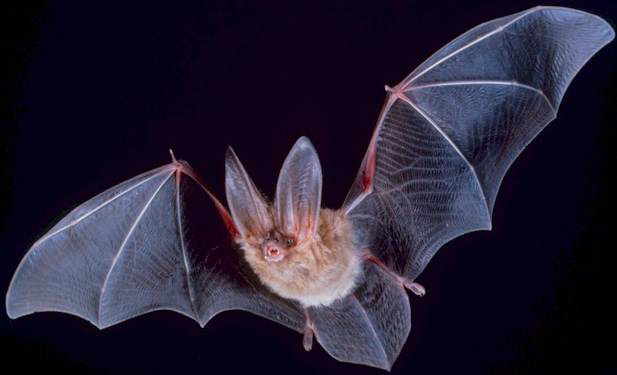
Nietoperz jest ssakiem prowadzącym nocny tryb życia.

Nocny tryb życia – pojęcie określające zachowanie zwierząt, które śpią w ciągu dnia, zaś okresem ich największej aktywności jest noc. Przeciwieństwem nocnego trybu życia jest dzienny tryb życia, charakterystyczny między innymi dla człowieka.
Nocny tryb życia może być traktowany jako czynnik charakteryzujący pewną grupę zwierząt (np. w konkretnej niszy ekologicznej), w którym to rozróżnieniu czynnikiem wyróżniającym będzie sam okres aktywności danego gatunku. 
Nocny tryb życia może być także postrzegany jako forma kamuflażu, przystosowanie do unikania zagrożenia ze strony drapieżników. Innym powodem nocnego trybu życia może być konieczność unikania zbyt wysokich temperatur, panujących w ciągu dnia. Takie zachowanie jest charakterystyczne w szczególności dla zwierząt żyjących na terenach pustynnych i chroni je ono przed nadmierną utratą wody z organizmu w czasie gorącego i suchego dnia. Ta adaptacja wzmacnia osmoregulację w organizmie.
Wiele stworzeń prowadzących dzienny tryb życia przejawia pewne zachowania, które uwidaczniają się w czasie nocy (np. niektóre ptaki morskie i żółwie morskie na noc zbierają się na miejscach lęgowych lub tworzą kolonie w celu zmniejszenia ryzyka ataku drapieżnika i tym samym ochrony siebie oraz swojego potomstwa).
Niektóre gatunki zwierząt nie prowadzą typowego nocnego trybu życia, a okres ich największej aktywności przypada na czas zmierzchu.

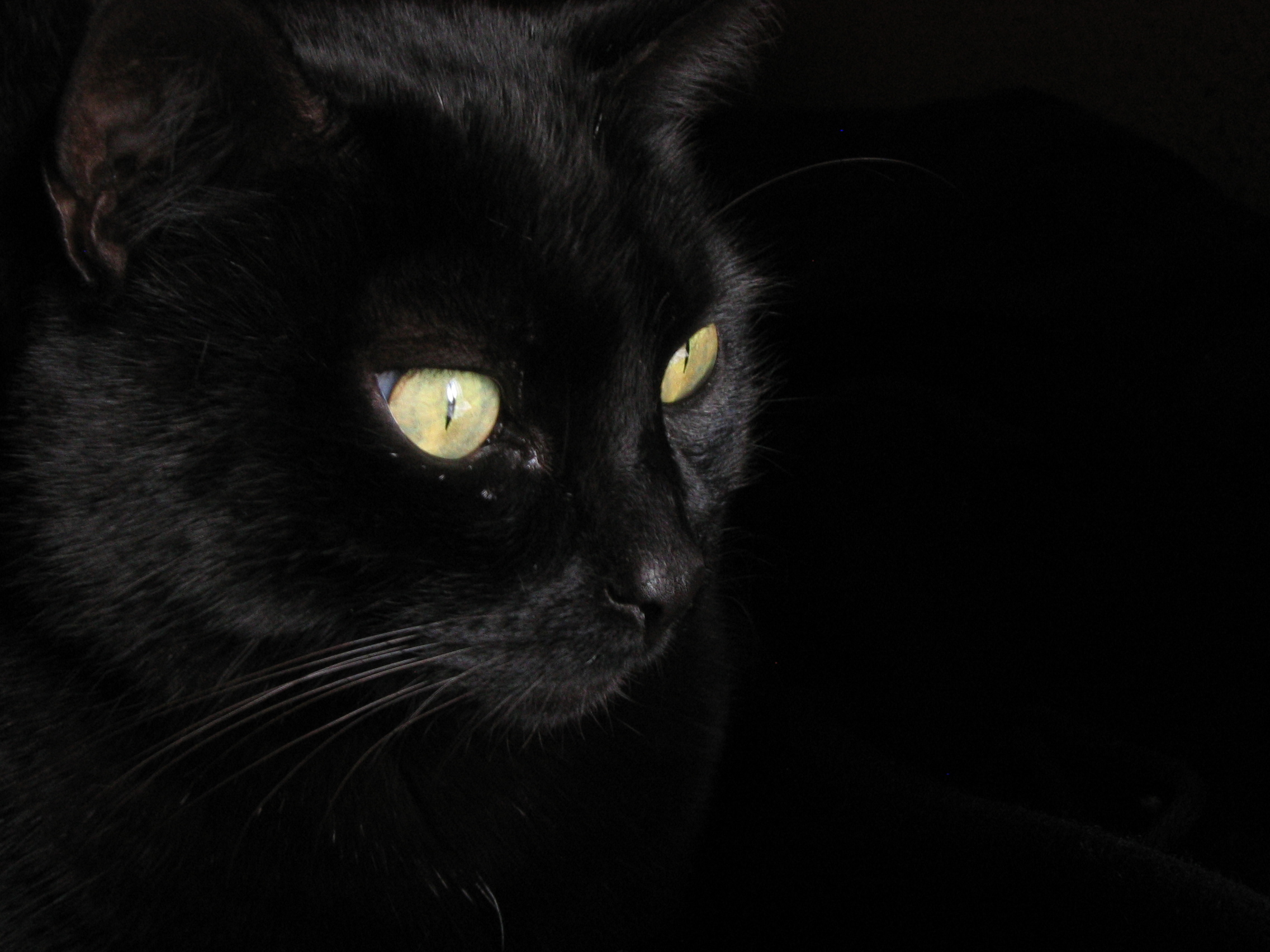
Specjalna budowa oka kota pozwala mu prowadzić dzienno-nocny tryb życia.

Zwierzęta prowadzące nocny tryb życia mają zazwyczaj rozwinięte zmysły słuchu, węchu oraz specjalnie przystosowane oczy. W ogrodach zoologicznych zwierzęta prowadzące nocny tryb życia są zazwyczaj trzymane w specjalnych pomieszczeniach, w których zapewnia się im ich normalny rytm dobowy i utrzymuje się je aktywne w godzinach, w których zwiedzający mogą je oglądać.
Niektóre gatunki są aktywne zarówno w ciągu dnia, jak i w ciągu nocy – na przykład koty dzięki swoim specjalnie przystosowanym oczom mogą funkcjonować zarówno przy dziennym świetle, jak i w nocy. Inne gatunki zwierząt (nietoperze, zwierzęta z rodziny galagowatych) są przystosowane wyłącznie do prowadzenia nocnego trybu życia.
Osoby ze skłonnością do prowadzenia nocnego trybu życia określa się mianem „nocny marek” (ang. night owl).